# Maurice Manning

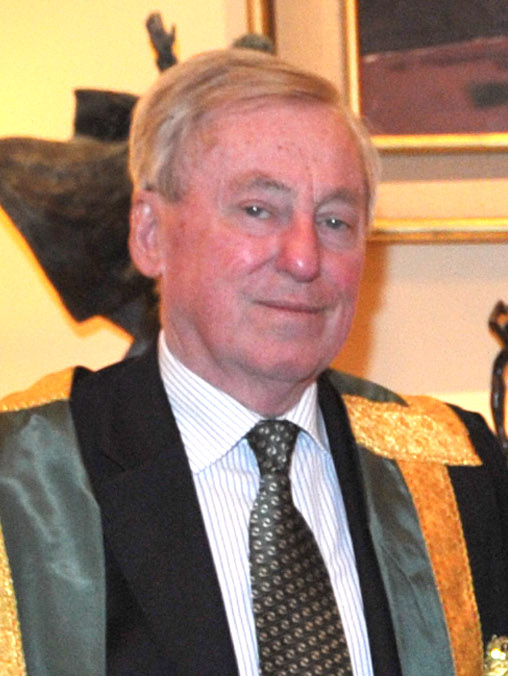
Maurice Manning (2014)

Maurice Manning (* 14. Juni 1943 in Bagenalstown, County Carlow, Irland) ist ein früherer irischer Politiker der Fine Gael und Politikwissenschaftler. Er war von Oktober 1981 bis Februar 1982 und von April 1987 bis September 2002 Mitglied des Seanad Éireann und von Februar 1982 bis Februar 1987 Teachta Dála (Abgeordneter) im Dáil Éireann. Seit 2009 ist er Kanzler der National University of Ireland. Von 2002 bis 2014 war er Mitglied der Irischen Menschenrechtskommission.

## Biografie
Manning studierte Politikwissenschaften am University College Dublin und an der University of Strathclyde. Er trat erstmals bei der Europawahl in Irland 1979 für den Wahlbezirk Dublin an, wurde jedoch nicht gewählt. Bei den Wahlen zum Dáil Éireann 1981 im Wahlkreis Dublin North-East konnte er ebenfalls keinen Erfolg erzielen. Er wurde jedoch über die Kultur- und Bildungsliste in den  Seanad Éireann. Der Verbleib war nur kurz, denn schon bei den Wahlen im Februar 1982 konnte er einen Sitz erringen, den er auch bei den nachfolgenden Wahlen im November 1982 verteidigte. Bei den Wahlen 1987 verlor er den Sitz und auch die Versuche, 1989 und 1992 blieben ohne Erfolg. Stattdessen zog er im April 1987 wiederum über die Kultur- und Bildungsliste in den Seanad Éireann ein und behielt seinen Sitz bis 2002. Von 1995 bis 1997 war er Mehrheitsführer und von 1997 bis 1999 Minderheitsführer des Seanads. Streitigkeiten innerhalb der Fine Gael 2002 führten dazu, dass Manning weder im Seanad noch im Dáil einen Sitz erhielt. 
Naben der Tätigkeit in der Menschenrechtskommission wurde er 2009 zum Kanzler der National University of Ireland ernannt.

## Werke
- Maurice Manning: James Dillon: A Biography Wolfhound Press Dublin 2000. ISBN 0-86327-823-X.
- Maurice Manning: Betrayal. Blackwater Press Dublin 1997.
- Maurice Manning: The Blueshirts. Gill & Macmillan Ltd Dublin 2006.